# غوف ريتشاردز
غوف ريتشاردز (بالإنجليزية: Goff Richards)‏ هو عالم موسيقى وملحن بريطاني، ولد في 18 أغسطس 1944، وتوفي في 25 يونيو 2011.

## وصلات خارجية
- غوف ريتشاردز على موقع ميوزك برينز (الإنجليزية)